# Явара
Явара на японски: 柔 е японски дървен бокс . Дължината му е от 12 до 15 cm, а диаметърът му варира от 1 до 3 cm. Може да бъде направен от твърдо дърво и да се заостря от едната или от двете страни. В модерната си версия може да е от пластмаса.

## Легенди и митове
Оръжието е обвито в много митове и легенди:
- по отношение на материала,
- история на произхода си,
- или кой го е използвал.

Има легенда, че традиционните явари са направени от специално дърво, в които живеят духове – защитници, даващи сила и кураж на човек, който използва оръжието.
Историята на появата на Явара има две основни версии:
1. Прототипът на японския бокс е традиционният символ на вярата на будистките монаси – ваджрата, която е стилизирано изображение на светкавица.
2. Предшественикът на явара е обикновен пестик, който се използва в хаван за стриване на различни зърнени храни, отвари и подправки. [2]

По отношение на този, който я използва има различни версии:
1. Явара е сред оръжията на японските нинджи. [3]
2. На будистките свещеници и монаси е забранено да носят оръжие, затова използват това, което имат – ваджра, стилизирано изображение на светкавица.
3. Сред миряните прототипът му е обикновен тежък пестик за стриване на храна и подправки. Един от факторите за появата на това оръжие сред занаятчии и селяни е високата цена на метала в Япония [2] както и че тази класа не е имала право да носи оръжие.

## История на разпространение и употреба
Явара отдавна е известна в Китай и Япония.
На виетнамски се нарича „тюй“.
През XVII век подобно оръжие, скрито в ръка, е популярно сред аристокрацията в Европа. Има много разновидности: всякакви скъпоценни пръстени и боксове; стилети, скрити между пръстите или маскирани в бастун. Но в чиста форма – като пръчки – явара са използвани само в азиатските страни.